# Rudolf Tschudi

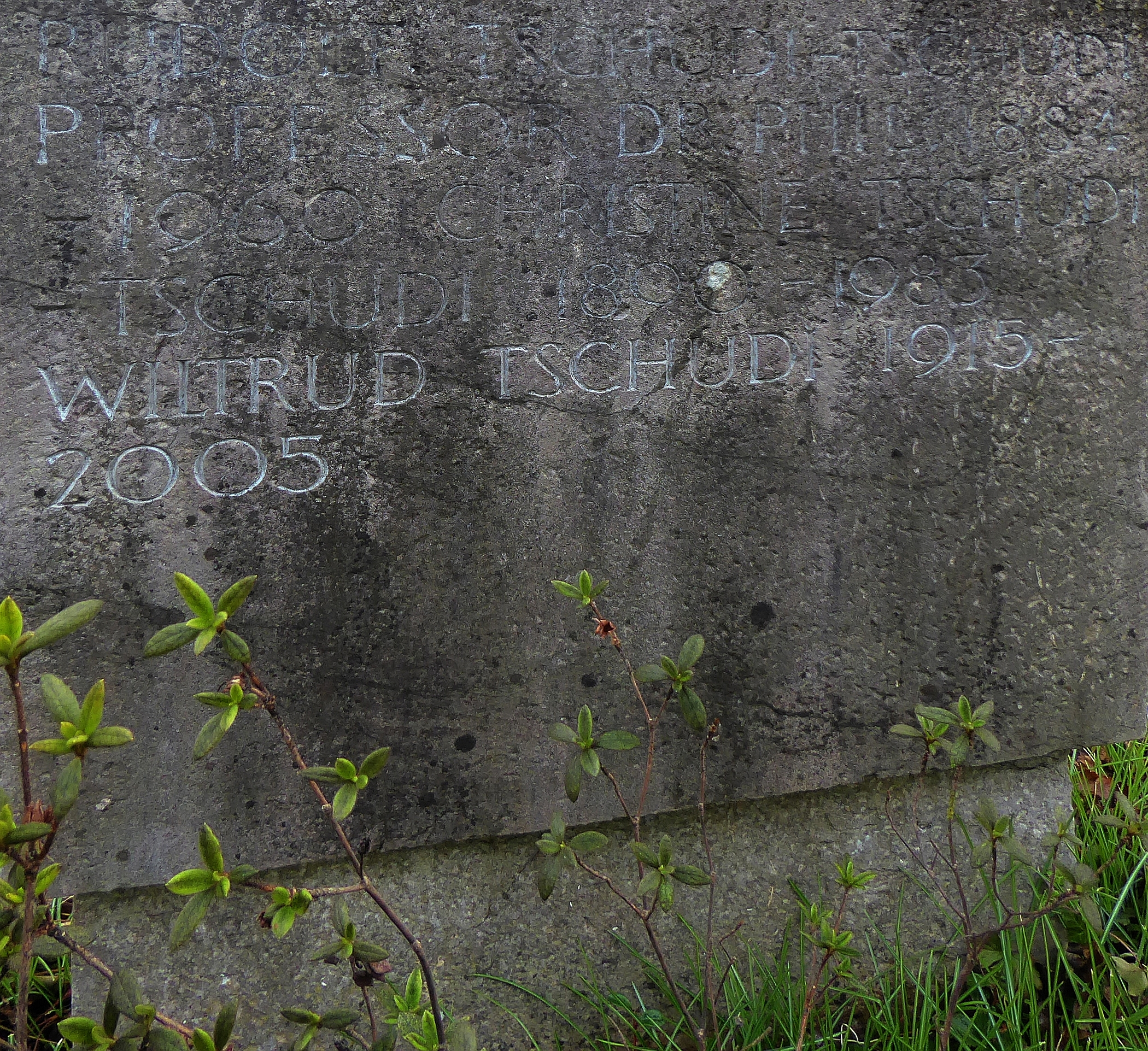
Familiengrab auf dem Friedhof am Hörnli, Riehen, Basel-Stadt

Rudolf Tschudi (* 2. Mai 1884 in Glarus; † 11. Oktober 1960 in Basel) war ein Schweizer Philologe und Orientalist. Von 1919 bis 1922 war er ausserordentlicher Professor für orientalische Sprachen an der Universität Zürich, von 1922 bis 1949 Lehrstuhlinhaber an der Universität Basel.

## Leben und Werk
Rudolf Tschudi studierte in Basel, Erlangen und Tübingen und wurde als Student Mitglied des Schwizerhüsli Basel, des Erlanger und des Tübinger Wingolf. Später trat er auch der Carolingia Zürich bei. In Erlangen promovierte er 1910 bei Georg Jacob, danach ging er als Assistent von Carl Heinrich Becker an das Seminar für Geschichte und Kultur des Hamburgischen Kolonialinstituts. In jener Zeit lernte er Enno Littmann kennen, mit dem ihn fortan eine lebenslange Freundschaft verbinden sollte. 1911 übersiedelte Tschudi nach Tübingen, um sich dort zu habilitieren. 1914 wurde er indes noch vor Abschluss der Habilitation als Beckers Nachfolger nach Hamburg berufen. 1913 war er Mitherausgeber der Reihe "Türkische Bibliothek" geworden, seit 1914 versah er dieselbe Stellung auch bei der Zeitschrift "Der Islam". Durch mehrere Aufenthalte im Osmanischen Reich seit 1909 hatte Tschudi ferner die lebendige Tradition des Derwischtums (insbesondere der Bektași) kennengelernt und den Grundstock zu seiner umfangreichen Sammlung von überwiegend osmanisch-türkischen, aber auch arabischen und persischen Handschriften gelegt. Die Jahre des Ersten Weltkriegs verlebte Tschudi in Hamburg, nach dem Krieg kehrte er in die Schweiz zurück. 1919 wurde er zunächst ausserordentlicher Professor für orientalische Sprachen in Zürich, 1922 folgte die Berufung als Ordinarius nach Basel, wo die Stelle des im Amt verstorbenen Friedrich Schulthess neu besetzt werden musste. In Basel lehrte Tschudi bis zur Emeritierung im Jahre 1949.
Rudolf Tschudis hauptsächliches Forschungsgebiet war die osmanisch-türkische Sprache und Kultur sowie die Geschichte des Osmanischen Reiches. Mit seinem Lehrer Georg Jacob teilte er überdies das Interesse am zeitgenössischen Sufismus. Er war ein ausgezeichneter Redner – seine historischen Studien sind oft aus Reden hervorgegangen –, tat sich aber in der schriftlichen Formulierung schwer. Sein wissenschaftliches Œuvre ist daher nicht sehr breit, aber exklusiv. Unter seinen Fachgenossen genoss er hohes Ansehen, seine deutschen Kollegen hat er in schwierigen Zeiten auch materiell unterstützt: «Er gehörte zu den seltenen Gelehrten, die von ihren Mitmenschen am liebsten nur Gutes sagen und stets bereit sind, andere zu rühmen». Die Initiative zur Einrichtung des Faches Ägyptologie an der Universität Basel ging hauptsächlich auf ihn zurück.
Einen wichtigen Bestandteil seiner wissenschaftlichen Tätigkeit bildete das Sammeln orientalischer Handschriften. Schon früh hatte er damit begonnen, arabische, persische und osmanisch-türkische Handschriften zu erwerben. Die Sammlung übergab er der Basler Universitätsbibliothek, die den grössten Teil ihres orientalischen Handschriftenbestandes Rudolf Tschudi verdankt. Auch den eigenen wissenschaftlichen Nachlass vermachte er der Basler Universitätsbibliothek.

## Veröffentlichungen
- Das Aṣafnâme des Luṭfî Pascha. Nach den Handschriften zu Dresden, Wien und Konstantinopel. Mayer & Müller, Berlin 1910 (Dissertation).
- Das Vilâjet-nâme des Hâdschim Sultan. Zum ersten Male herausgegeben und ins Deutsche übertragen. Mayer & Müller, Berlin 1914.
- Ein Schreiben Sülejmāns I. an Ferdinand I. In: Theodor Menzel (Hrsg.): Festschrift Georg Jacob zum siebzigsten Geburtstag, 26. Mai 1932. Harrassowitz, Leipzig 1932, S. 317–328.
- Das Chalifat. J.C.B. Mohr, Tübingen 1926.
- Das Osmanische Reich. In: Hesperia. Band 10, 1953, S. 52–70 (Sonderheft mit dem Titel: Gestalten und Bewegungen des Vorderen Orients).